# Frank VIII. von Cronberg
Frank VIII. von Cronberg (geboren vor 1330; gestorben 1378) war ein Mitglied der Adelsfamilie von Cronberg.

## Leben
Frank VIII. war der Sohn von Walter V. von Cronberg (bezeugt als Ritter 1316–1353) sowie dessen zweiter Frau Elisabeth von Ingelheim, die er vor 1319 geheiratet hatte. Ferner war Frank der Enkel von Frank VI. (gestorben zwischen 1314 und 1318), welcher in Abgrenzung zum Bruder Dietrich I. vom »Flügelstamm« als Stammvater dieser Seitenlinie der Cronberger gilt. Doch erst unter Frank VIII. erhielt diese Linie, entsprechend dem Helmschmuck von zwei Eselsohren, die Bezeichnung »Ohrenstamm«. Durch Franks Mutter war er der Neffe des Richard von Vilbel. Aufgrund der Wappenwahl mit den Ohren darf ein Bezug zur Gesellschaft mit dem Esel vermutet werden, die aber erst später urkundlich belegt wird.
Frank VIII. wurde im Todesjahr seines Vaters, 1353, zum Ritter geschlagen. Wie auch andere Mitglieder seiner Familie trat Frank durch Geldgeschäfte hervor, die es ihm erlaubten, sein Vermögen zu Steigerung des Familieneinflusses zu verleihen. Gemeinsam mit seinen Vettern Ulrich II. vom »Flügelstamm« und Hartmut VI. vom »Kronenstamm« der Cronberger trat Frank in zahlreichen Unternehmungen hervor: Sie beschafften beispielsweise dem Erzbischof Gerlach von Nassau die gewaltige Summe von 40 000 Gulden. Für 18 000 kleine Goldgulden verpfändete ihnen der Erzbischof auch die Burg Ronneburg, die sich darum mitsamt Ländereien von 1356 bis 1407 in den Händen der Cronberger befand und von diesen bewirtschaftet wurde. Der Erzbischof lieh sich zu späteren Anlässen weitere 17 000 Gulden bei Frank VIII. Diese Finanzgeschäfte und Verpfändungen wirkten sich sehr zum Vorteil der Familie aus: der Enkel Franks und letzter männlicher Nachkomme im »Ohrenstamm« war Frank der Reiche.
Frank VIII. starb zwischen dem 4. Januar und dem 31. März des Jahres 1378 und wurde in der Burgkapelle von Kronberg neben seiner vor ihm verstorbenen Frau beigesetzt.

## Ehe und Nachkommen
1355 heiratete Frank VIII. Loretta von Reifenberg (gestorben 1367), mit der er folgende Kinder hatte:
- Lise (gestorben 1410), heiratete 1364 Johann von Waldeck zu Sooneck (gestorben 1404)
- Elsa (gestorben vor 1397), heiratete um 1360 Hans Rüdt von Collenberg (gestorben vor 1378), danach 1379 in zweiter Ehe Heirat mit Hans V. von Hirschhorn (gestorben 1426)
- Walter VI. (bezeugt 1367, gestorben 1400), Ritter, heiratete 1371 Getzele von Hatzfeld (gestorben 1396) und in zweiter Ehe 1397 Else von Runkel (gestorben 1420). Er war Vater von Frank XII.
- Philipp (bezeugt 1370–1384), Ganerbe zu Reifenberg
- Hedwig (genannt Hebele, bezeugt 1385 bis 1405), heiratete Werner Colling (Hanauer Amtmann, gestorben vor 1405)